# Нил, Кёрли
Фред (Кёрли) Нил (англ. Fred 'Curly' Neal; 19 мая 1942, Гринсборо, Северная Каролина — 26 марта 2020, Техас) — американский профессиональный баскетболист и шоумен. Известен многолетними выступлениями за команду «Гарлем Глобтроттерс» и сопутствующими ролями в кино и на телевидении.

## Биография
Фред Нил родился в городе Гринсборо (Северная Каролина), где окончил среднюю школу им. Джеймса Б. Дадли. По окончании школы он поступил в Университет Джонсона Смита в Шарлотте. В университетской баскетбольной команде Фред набирал в среднем по 23 очка за игру и в последний год учёбы привёл её к чемпионскому титулу в студенческой конференции CIAA.
По словам самого Нила, после окончания учёбы его приглашали участвовать в отборе игроков такие команды, как «Нью-Йорк Никербокерс», «Сент-Луис Хокс», «Балтимор Буллетс» и «Детройт Пистонс». Однако он предпочёл участвовать в аналогичном отборе в знаменитую баскетбольную команду-шоу «Гарлем Глобтроттерс», поскольку участникам этого отбора оплачивали билет до Чикаго, где он проходил, проживание и питание. Нил попал в пятёрку игроков, отобранных «Глобтроттерс», и в дальнейшем выступал в составе этой команды непрерывно до 1985 года. Получивший за гладко выбритую голову прозвище «Кёрли» (англ. Curly — Кудряшка) Нил был одним из ведущих игроков команды, демонстрируя на площадке блестящий дриблинг и умение забрасывать мячи со своей половины поля, а также неувядающую жизнерадостность и заразительную улыбку. За 22 года в «Гарлем Глобтроттерс» Кёрли провёл больше 6000 матчей в 97 странах.
В рамках популяризации «Гарлем Глобтроттерс» на телевидении Кёрли Нил был участником еженедельной телепередачи «Машина для попкорна „Гарлем Глобтроттерс“» и снялся (в роли себя самого) в ряде сериалов и телевизионном фильме «„Гарлем Глобтроттерс“ на острове Гиллигана». Уже после окончания активной игровой карьеры он исполнил роль тренера в сериале «Супербой». Образ Кётли Нила был использован в анимационных сериалах компании Hanna-Barbera «Гарлем Глобтроттерс» и «Новые фильмы о Скуби-Ду».
В 1985 году Кёрли Нил расстался с «Глобтроттерс» на почве финансовых разногласий, когда команда попыталась уменьшить сумму его контракта со 130 до 75 тысяч долларов (уже тогда в НБА средняя зарплата составляла 500 тысяч в год). Он перебрался с семьёй в Орландо, где в 1987 году получил место директора по специальным проектам только что созданной команды НБА «Орландо Мэджик». Позже он примирился с «Глобтроттерс», которых до настоящего времени периодически представлял в качестве «посла доброй воли».
Фред Нил был женат с 1976 года, у него две дочери от жены Роз (умерла в 2010 году) и четверо внуков. Скончался в марте 2020 года в возрасте 77 лет у себя дома под Хьюстоном.

## Признание заслуг
В 1993 году Кёрли Нил был включён в списки «легенд» «Гарлем Глобтроттерс», а в 2008 году команда навечно закрепила за ним игровой номер 22, под которым он выступал; это был пятый случай за почти 80-летнюю историю «Глобтроттерс», и по этому поводу президент команды Курт Шнейдер сказал: 

Кёрли Нил — это воплощение чистоты спорта и всего самого лучшего, что есть в «Глобтроттерс» и баскетболе. Он помог превратить эту организацию в явление мирового масштаба… Он поистине олицетворяет здоровые развлечения для всей семьи и вызывает нежные воспоминания у миллионов поклонников по всему миру.Оригинальный текст (англ.)Curly Neal represents the purity of sport and everything that is great about the Globetrotters and the game of basketball. He helped build this organization into a worldwide phenomenon... He truly personifies wholesome family entertainment and elicits fond memories for millions of fans around the world.
 Также в 2008 году имя Фреда Нила было включено в списки Зала спортивной славы Северной Каролины.